# Фульминат серебра
Фульмина́т серебра́ (грему́чее серебро́) — неорганическое соединение, серебряная соль фульминовой («гремучей») кислоты AgCNO.
Иногда «гремучим серебром» неправомерно называют нитрид серебра (Ag3N).

## История
Гремучее серебро впервые было получено Эдвардом Ховардом.

## Свойства
Гремучее серебро имеет вид белых блестящих шелковистых игл или их сростков уд. веса 4,09. Оно плохо растворимо в воде. Так, при 13 °C его растворимость составляет 0,075 г/л, при 30 °C — 0,18 г/л. В кипящей воде растворимость заметно повышается (до 2,8 %). В азотной кислоте нерастворимо.
Гремучее серебро отличается значительной стойкостью. Оно мало гигроскопично. Его можно хранить под водой весьма долго. По опытам Петера, гремучее серебро, хранившееся под водой в течение 37 лет, нисколько не изменилось. Как и все соли серебра, гремучее серебро на воздухе и на свету темнеет с поверхности, однако признаков разложения при этом не наблюдается.
Температура вспышки гремучего серебра 170 °C. Весьма чувствительно к трению. Чувствительность к удару зависит от величины кристаллов. В литературе по вопросу о чувствительности к удару гремучего серебра приводятся противоречивые данные. Одни утверждают, что, находясь между двумя твёрдыми телами, гремучее серебро взрывается от самого слабого удара, даже под водой, другие, наоборот, отмечают, что гремучее серебро менее чувствительно к удару, чем гремучая ртуть. Взрыв может произойти также при контакте с некоторыми металлами и концентрированными кислотами.
При приёме внутрь токсично. При попадании на кожу может вызывать контактный дерматит.

## Получение
Чаще всего получают взаимодействием нитрата серебра с этиловым спиртом и азотной кислотой. Для инициации процесса необходимо присутствие в азотной кислоте примеси низших оксидов азота:

{\displaystyle {\mathsf {2AgNO_{3}+3C_{2}H_{5}OH\ \xrightarrow {} \ 2AgCNO\downarrow {}+\ 2CH_{3}COH+\ 5H_{2}O}}}